# Anna Piechotta
Anna Piechotta (* 1981 in Heidelberg) ist eine deutsche Musik-Kabarettistin und Liedermacherin.

## Biografie
Piechotta wuchs in Cochem an der Mosel auf und begann im Alter von 13 Jahren eigene Lieder zu komponieren. Mit 16 Jahren gewann sie 1997 den Bundeswettbewerb Jugend komponiert. Nach dem Abitur zog sie zunächst für ein Magisterstudium nach Köln, dass sie jedoch 2002 abbrach, um an der Musikhochschule Hannover Musikpädagogik und Germanistik zu studieren. Zusätzlich belegte sie dort von 2006 bis 2010 einen Diplomstudiengang für Jazz-Rock-Pop-Gesang.
Nachdem Piechotta zunächst in Hannover als Musikpädagogin gearbeitet hatte, entschloss sie sich vollberuflich als Musik-Kabarettistin zu arbeiten und zog zugleich zurück nach Cochem. 2021 wurde sie mit dem Kabarettpreis Bottroper Frechdax ausgezeichnet.
Piechotta wohnt in einem Dorf in der Nähe Cochems. Sie ist verheiratet und Mutter einer Tochter.

## Diskographie
- Sinnflut (2004)
- Reden oder küssen? (2006)
- Das, was ich mein (2008)
- Care for Rare (2009)
- Ganz Ohr (2010)
- Komisch im Sinne von seltsam (2012/2013)
- Schneewittchen ist tot (2015/2016)

## Auszeichnungen
- Bayerischer Kabarettpreis 2023 – Kategorie: „Musikpreis“[8]